# Imagawa Yoshimoto
En aquest nom japonès, el cognom és Imagawa.
Imagawa Yoshimoto (今 川 義 元, 1519 - 12 de juny de 1560) va ser un dàimio (senyor feudal) a principis del període Sengoku al Japó. Amb base a la província de Suruga, va ser un dels tres dàimio que van dominar la regió de Tokaido.

## La batalla d'Okehazama
El 1560, després de formar una aliança amb els clans Takeda i Hōjō, Yoshimoto es va dirigir a la capital amb Matsudaira Motoyasu de Mikawa. Tot i tenir una força important de 25.000 homes, Yoshimoto deliberadament anuncià que comptava amb 40.000 efectius. Si bé aquesta declaració posava amb temor a una gran quantitat de faccions, a Oda Nobunaga no el va afectar.
Amb moltes victòries, Yoshimoto deixava el seu exèrcit amb la guàrdia baixa i van començar a celebrar amb vi, música i sake. Un atac per sorpresa de l'exèrcit d'Oda després d'un fort aiguat va fer que les tropes de Yoshimoto es retiressin de manera desordenada i ell va ser assassinat (batalla d'Okehazama).
Imagawa Ujizane va prendre la direcció de família després de la mort de Yoshimoto, però el clan Imagawa va caure del poder i eventualment es va convertir en servent del clan Tokugawa.
Encara que va ser un poderós dàimio en el seu propi han, Imagawa Yoshimoto és més recordat pel seu amor al joc de pilota kemari, i ser víctima de l'ascens d'Oda Nobunaga.